# گیبسونیا (پنسیلوانیا)
گیبسونیا (به انگلیسی: Gibsonia) یک منطقهٔ مسکونی در ایالات متحده آمریکا است که در پنسیلوانیا واقع شده‌است. گیبسونیا ۲٬۷۳۳ نفر جمعیت دارد.